# Illumination (album Tristanii)
Illumination – piąty album studyjny norweskiego zespołu gothic metalowego Tristania. Jest to ostatnia płyta grupy z udziałem Vibeke Stene jako wokalistki.

## Lista utworów
1. „Mercyside” – 4:39
2. „Sanguine Sky” – 3:50
3. „Open Ground” – 4:40
4. „The Ravens” – 5:06
5. „Destination Departure” – 4:34
6. „Down” – 4:32
7. „Fate” – 4:59
8. „Lotus” – 5:08
9. „Sacrilege” – 4:15
10. „Deadlands” – 6:39

### Bonusy
1. „In the Wake” – 4:08 (Europa)
2. „Ab Initio” – 5:44 (Ameryka Północna)

## Twórcy
- Vibeke Stene – śpiew
- Østen Bergøy – śpiew
- Andres Høyvik Hidle – gitary
- Einar Moen – syntezatory i programowanie
- Kenneth Olsson – perkusja
- Rune Østerhus – gitara basowa
- Svein Terje Solvang – gitary

### Gościnnie
- Vorph (Samael) – growl

### Sesyjnie
- Petra Stalz – skrzypce
- Heike Haushalter – skrzypce
- Monika Malek – altówka
- Gesa Hangen – wiolonczela